# Thrypticocirrus phylactelloides
Thrypticocirrus phylactelloides är en mossdjursart som först beskrevs av Calvet 1909.  Thrypticocirrus phylactelloides ingår i släktet Thrypticocirrus och familjen Smittinidae. Inga underarter finns listade i Catalogue of Life.